# Гричанова, Мария Романовна
Мария Романовна Гричанова — военфельдшер (1941 год), лейтенант медицинской службы (1943 год) фронтового ГЛР № 2638, участник Великой Отечественной и Советско-японской войн.
С 1946 года в запасе. Капитан медицинской службы (м/с) запаса с 1964 года.

## Биография
Родилась 18 июня 1922 года на хуторе Бражников (ныне — урочище в Бутурлиновском районе Воронежской области) в семье инвалида Первой мировой войны Романа Ивановича Гречаного. В июне 1940 г. окончила полный курс Россошанской фельдшерской школы в Воронежской области, уже тогда выделяясь среди сокурсников своей активной жизненной позицией.
До службы в Красной Армии (мобилизована в октябре 1941 года) успела поработать заведующим районным отделом здравоохранения (Коротоякский район в Воронежской области).
Почти всю войну прослужила во фронтовом госпитале ГЛР № 2638 медицинской службы РККА, сформированном в сентябре 1941 года и расформированном в декабре 1945 года. Вместе с госпиталем находилась в совокупности более трёх лет в прифронтовой полосе следующих фронтов ВС СССР:
- Юго-западный фронт — 1941—1942 годы.
- Южный фронт — 1942—1943 годы.
- 4-й Украинский фронт — 1943—1945 годы.
- 1-й Дальневосточный фронт — 1945 год.

Боевой путь Гричановой прошёл через населённые пункты:
- Таловая, Воронежская область,
- Алексиково, Сталинградская область,
- Эльтон, Сталинградская область,
- Сосновка, Саратовская область,
- Целина, Ростовская область,
- Матвеевка, Запорожская область,
- Фёдоровка, Запорожская область,
- Симферополь, Крымская АССР,
- Хриплин, Станиславская область,
- Ивонич (Ивонич-Здруй), Польша,
- Бендзин, Польша,
- Прохоры, Приморский край.

Из воспоминаний капитана м/с М. Р. Гричановой: 

Врезался в память фашистский налёт на станцию Алексиково на подходе к Сталинграду. Массированным налётом немецкой авиации был разбомблен наш военный эшелон с полным вооружением. Когда налёт затих, уцелевшие медики развернули полевой госпиталь.— Татьяна Тимофеева. Магия чисел Марии Гричановой
Из наградного листа М. Р. Гричановой (15 октября 1944 года) о награждении её медалью «За боевые заслуги»: 

В г. Симферополе обеспечила быстрым и своевременным оформлением поступление большого количества раненых в госпиталь, а также способствовала чёткой эвакуации раненых и выписке выздоровевших в часть. В г. Станиславе показала те же высокие качества работы.— Электронный банк документов «Подвиг народа в Великой Отечественной войне 1941-1945 гг.».

## После войны

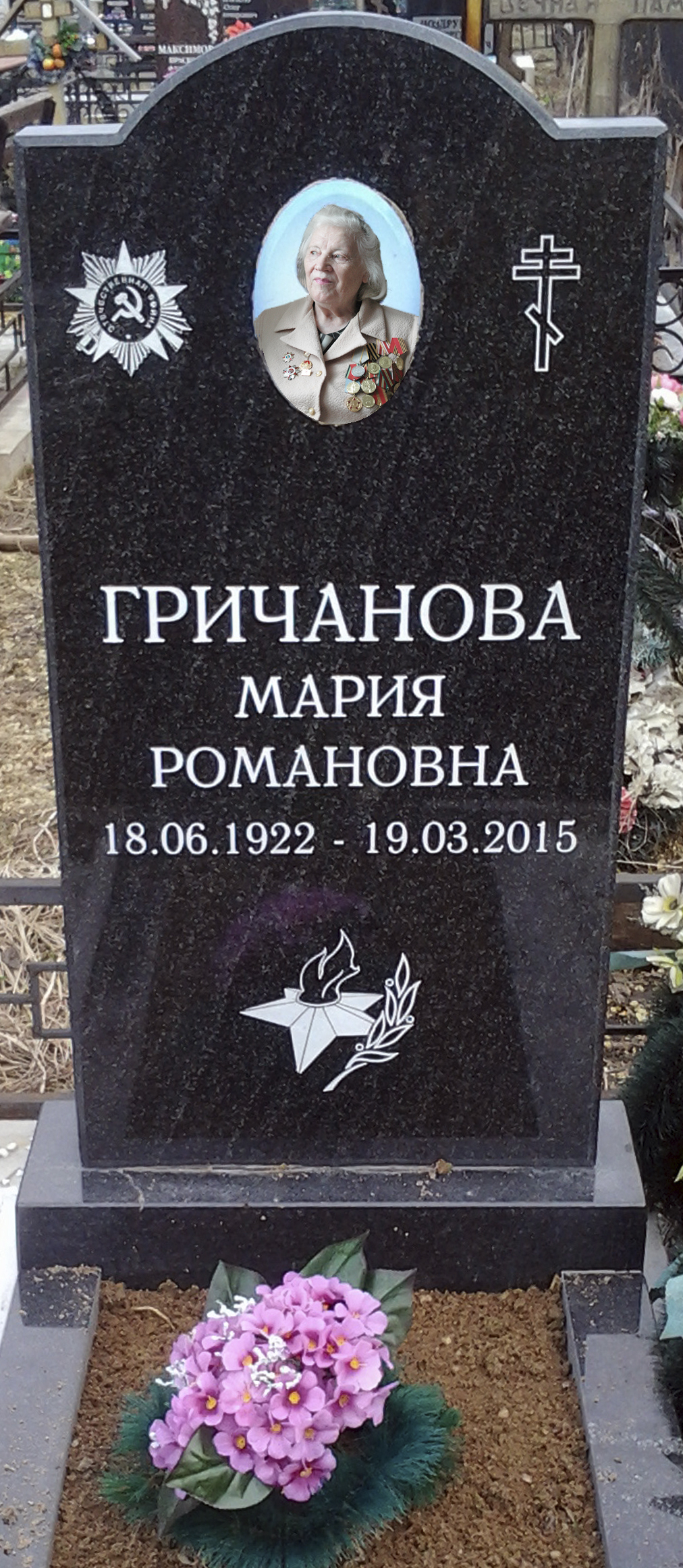
Памятник на могиле Гричановой на Казанском кладбище

После Великой Отечественной войны окончила Воронежский медицинский институт (1954 г.), работала санитарным врачом, начальником санитарной службы в Воронеже. С 1985 г. жила в Санкт-Петербурге, где активно боролась за восстановление и расширение жилищных льгот для участников боевых действий. Имела прекрасный голос и музыкальный слух — пела и перед ранеными в госпитале, и на встречах ветеранов войны.
Сын — Гричанов, Игорь Яковлевич, доктор биологических наук, заведующий лабораторией ВИЗР в Пушкине. Сноха — Гричанова, Галина Сигизмундовна, известный художник, работающий в жанре авторской куклы. Трое внуков и шестеро правнуков.
Умерла 19 марта 2015 года в Санкт-Петербурге. Похоронена на Казанском кладбище в Пушкине.

## Награды
- Медаль «За боевые заслуги»
- Медаль «За победу над Германией в Великой Отечественной войне 1941—1945 гг.»
- Медаль «За победу над Японией»
- Юбилейные и памятные ордена и медали.